# Pirnodus soyeri
Pirnodus soyeri är en kvalsterart som beskrevs av Travé 1969. Pirnodus soyeri ingår i släktet Pirnodus och familjen Pirnodidae. Inga underarter finns listade i Catalogue of Life.